# Lovel Palmer
Pour les articles homonymes, voir Palmer.
Lovel Palmer est un footballeur international jamaïcain né le 30 août 1984 à Mandeville. Il évolue au poste de défenseur latéral ou de milieu.

## Biographie
Le 14 décembre 2012, il est recruté par le Real Salt Lake via le Re-Entry Draft, un processus de recrutement de la MLS pour les joueurs en fin de contrat.
Le Real Salt Lake échoue en finale de la Coupe MLS 2013 contre le Sporting Kansas City lorsque Palmer rate son penalty décisif lors des tirs au but.
Le 13 décembre 2013, Palmer est transféré au Fire de Chicago en échange d'une allocation monétaire.

## Palmarès
- Vainqueur de la Coupe caribéenne des nations en 2010
- Vainqueur de la CFU Club Championship en 2004 et 2007
- Champion de Jamaïque en 2000, 2007 et 2010
- Vainqueur de la Coupe de la Jamaïque en 2001 et 2002
- Finaliste de la Coupe de la Jamaïque en 2003 et 2005